# Leslie C. Arends

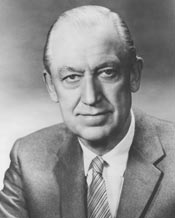
Leslie C. Arends

Leslie Cornelius Arends (* 27. September 1895 in Melvin, Ford County, Illinois; † 17. Juli 1985 in Naples, Florida) war ein US-amerikanischer Politiker. Zwischen 1935 und 1974 vertrat er den Bundesstaat Illinois im US-Repräsentantenhaus.

## Werdegang
Leslie Arends besuchte die Schulen seiner Heimat und danach das Oberlin College in Ohio. Während der Endphase des Ersten Weltkrieges diente er in den Jahren 1918 und 1919 in der US Navy. Danach arbeitete er in der Landwirtschaft und im Bankgewerbe. Gleichzeitig schlug er als Mitglied der Republikanischen Partei eine politische Laufbahn ein. Bei den Kongresswahlen des Jahres 1934 wurde Arends im 17. Wahlbezirk von Illinois in das US-Repräsentantenhaus in Washington, D.C. gewählt, wo er am 3. Januar 1935 die Nachfolge von Frank Gillespie antrat. Nach 19 Wiederwahlen konnte er bis zu seinem Rücktritt am 31. Dezember 1974 fast 20 Legislaturperioden im Kongress absolvieren. Ab 1943 übte er als Nachfolger von Harry Lane Englebright die Funktion des Whip in der republikanischen Fraktion aus. Seit 1973 vertrat er dort den 15. Distrikt seines Heimatstaates.
In den 1930er Jahren war Arends Isolationist und damit ein Gegner amerikanischer Interventionen in auswärtigen Gebieten. Während seiner Zeit im Kongress wurden dort bis 1941 weitere New-Deal-Gesetze verabschiedet, von denen er die meisten ablehnte. Seit 1941 war auch die Arbeit des Kongresses von den Ereignissen des Zweiten Weltkrieges und dessen Folgen überschattet. In seine Zeit im Kongress fielen auch der Beginn des Kalten Krieges, der Koreakrieg und innenpolitisch die Bürgerrechtsbewegung sowie der Vietnamkrieg. Arends galt als konservativer Abgeordneter. Während der Watergate-Affäre im Jahr 1974 hielt er in allen Phasen zu Präsident Richard Nixon. Arends war auch mit Nixons Nachfolger Gerald Ford persönlich befreundet.
1974 verzichtete Leslie Arends auf eine weitere Kandidatur. Er trat am 31. Dezember dieses Jahres, vier Tage vor dem offiziellen Ende der Legislaturperiode, von seinem Mandat zurück. Danach ist er politisch nicht mehr in Erscheinung getreten. Er starb am 17. Juli 1985 in Naples und wurde in seinem Geburtsort Melvin beigesetzt.